# Anchialina truncata
Anchialina truncata är en kräftdjursart som först beskrevs av Georg Ossian Sars 1884.  Anchialina truncata ingår i släktet Anchialina och familjen Mysidae. Inga underarter finns listade i Catalogue of Life.